# Bernardo Suaza
Bernardo Albeiro Suaza Arango (El Retiro, 28 de noviembre de 1992) es un ciclista profesional colombiano. Desde 2025 corre para el equipo ciclista colombino Orgullo Paisa de categoría Continental.

## Palmarés
2014
- Giro del Valle de Aosta

2020
- 1 etapa de la Vuelta a Colombia

## Resultados en Grandes Vueltas
Durante su carrera deportiva ha conseguido los siguientes puestos en las Grandes Vueltas:
| Carrera | Carrera         | 2014 | 2015 | 2016 | 2017 | 2018 | 2019 | 2020 | 2021 | 2022 | 2023 | 2024 |
| ------- | --------------- | ---- | ---- | ---- | ---- | ---- | ---- | ---- | ---- | ---- | ---- | ---- |
|         | Giro de Italia  | —    | —    | —    | —    | —    | —    | —    | —    | —    | —    | —    |
|         | Tour de Francia | —    | —    | —    | —    | —    | —    | —    | —    | —    | —    | —    |
|         | Vuelta a España | —    | —    | —    | 49.º | —    | —    | —    | —    | —    | —    | —    |

—: No participa

Ab.: Abandono

## Equipos
- GW Chaoyang-Envía-Gatorade (2013)
- 4-72 Colombia (2014)
- Manzana Postobón Team (2015-05.2019)
- Equipo Continental Supergiros (2020)
- Team Medellín[1] (2021)
- Petrolike (2023-2024)[2]
- Orgullo Paisa (2025-)